# Pista percyi
Pista percyi är en ringmaskart som beskrevs av Hilbig in Blake, Hilbig och Scott 2000. Pista percyi ingår i släktet Pista och familjen Terebellidae. Inga underarter finns listade i Catalogue of Life.